# ثقوب الجمجمة

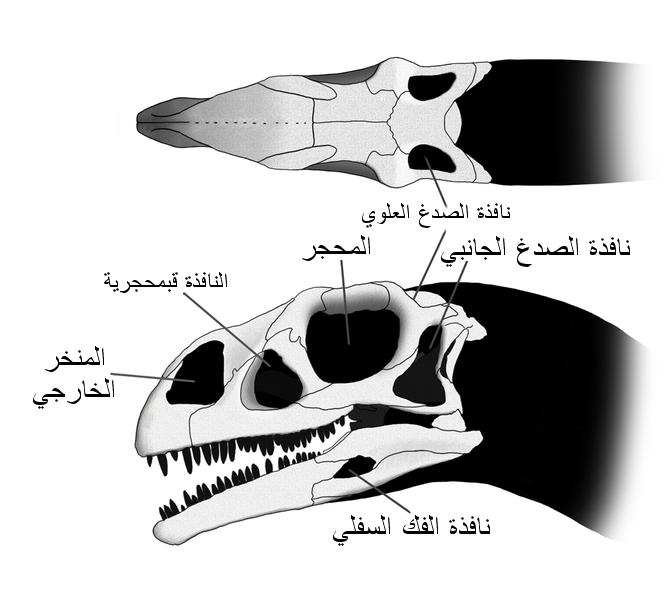
مجسَّم لجمجمة ديناصور من نوع الماسوسبونديلوس، وتظهر فيه الثقوب أمام ووراء العينية (حيث تقع الثقوب الأمامية الكبيرة بين محجر العين والمنخر، فيما تقع الخلفية وراء محجر العين مباشرة).

ثقوب الجمجمة (باللاتينية: "Fenestræ"، أي «النوافذ») هي ثقوب وفتحات طبيعية تُوجد في الجماجم وعظام الجسم الأخرى. تتضمَّن ثقوب الجمجمة الثقوب أمام ووراء العينية، التي تُعد سمة تشريحية بارزة عند الأمنيوتيات وثنائيات الثقوب، ولها دورٌ بارز وجوهري في تصنيف هاتين المجموعتين، وهي سمة موجودة عند الكثير من أنواع الأركوصورات أيضاً.
قد تشير ثقوب الجمجمة أيضاً في علم الأنسجة إلى فتحات صغيرة في الخلايا لإنوثيليَّة، تسمح بالتبديل بسُرعة فيما بين بعض العضلات. بإمكان هذه الفتحات أن تتمدَّدَ وتنكمش استجابة لبعض المثيرات، بما في ذلك مادة النورإبينفرين الكيميائيَّة.

## الثقوب

### الثقوب أمام العينية
الثقوب أمام العينية (بالإنجليزية: Antorbital fenestra)‏ هو نوع من ثقوب الجمجمة لا يُوجد اليوم إلا عند الطيور، لكنه كان يُوجد في الماضي عند عدد من الزواحف، من أبرزها الديناصورات، يَقع أمام محجري العينين. ظهرَ هذا النوع من السمات التشريحيَّة للمرَّة الأولى عند الأركوصورات خلال العصر الترياسي. ومعَ أن الطيور الحديثة لا زالت تمتلك هذه الثقوب في جماجمها إلى اليوم، فإن التمساحيات فقدتها. وفي أنواع أخرى من الأركوصورات، أغلقت هذه الثقوب، لكن لا زالَ يُوجد منخفض في سطح الجمجمة مكانها.

### الثقوب وراء العينية
ثقوب الجمجمة الخلفية (بالإنجليزية: Temporal fenestrae)‏ هي سمة تشريحية تميَّزت بها الكثير من أنواع الأمنيوتيات، تتمثَّل في زوج متناظرٍ من الثقوب على جانبي الجمجمة، غير أن عددها يَختلف، فممكن أن يَكون هناك إما زوج أو زوجان منها اعتماداً على نوع الحيوان، حيث يَكون كل من الزوجين تحت أو فوق العظمين الحرشفي [الإنجليزية] وخلف العيني [الإنجليزية]. تُعرف الثقوب الخلفية التي تقع فوق هذين العظمين بـ«الثقوب الخلفية العلوية»، والتي تقع تحتهما بـ«الثقوب الخلفية السفلية». لتشكيل ثقوب الجمجمة الخلفية ووُجودها من عدمه دور جوهريٌّ في تصنيف مجموعة الزواحف الثديية، التي تنتمي إليها العديد من أنواع الثدييات والزواحف. كما أنها سمة تشريحية بارزة عند ثنائيات الثقوب.